# 夏赤箭
夏赤箭（学名：Gastrodia flavilabella）为兰科赤箭属下的一个种。

## 扩展阅读
- 維基物種上的相關：夏赤箭